# 신북시외버스터미널
신북시외버스터미널(신북시외버스정류소)은 경기도 포천시 신북면 기지리 신북면행정복지센터, 포천아트밸리 앞에 위치해 있다. 신북시외버스터미널 모습 : 협소한 가로변 정류장으로 간이 운영중이다. 정류소번호는 41-338(상행), 41-339(하행)이다. 

## 시외버스

### 직행좌석버스
- ● 1386번 : 산정호수.상동주차장 ↔ 영북면사무소 ↔ 영북중학교 ↔ 영중면사무소 ↔ 신북면행정복지센터.포천아트밸리(신북시외버스정류소) ↔ 골든아파트앞 ↔ 포천시청앞 ↔ 포천고등학교앞 ↔ 선단1통.대진대학교 ↔ 송우리시외버스터미널 ↔ 의정부성모병원 ↔ 경기북부지방경찰청 ↔ 의정부시외버스터미널 ↔ 의정부역

### 시외버스
- ● 3000번: 동서울종합버스터미널 ↔ 장현 ↔ 내촌 ↔ 가산 ↔ 포천 ↔ 신북 ↔ 양문 ↔ 운천 ↔ 강포리 ↔ 신철원시외버스터미널
- ● 3001번: 동서울종합버스터미널 ↔ 아차산역 ↔ 도봉면허시험장 ↔ 수락산역 ↔ 장암동 ↔ 의정부터미널 ↔ 의정부성모병원 ↔ 축석 ↔ 송우리 ↔ 대진대학교입구 ↔ 군단앞 ↔ 포천 ↔ 신북 ↔ 만세교 ↔ 양문 ↔ 성동1리.광명휴게소 ↔ 성동2리.부대앞 ↔ 서두머리.야미2리 ↔ 야미리 ↔ 문암삼거리.탑동네 ↔ 운천 ↔ 자일3리 ↔ 자일4리.육호마을 ↔ 자일2리 ↔ 사정리.사단앞 ↔ 초과2리 ↔ 관인 ↔ 동송버스터미널
- ● 3002번: 동서울종합버스터미널 ↔ 장암동 ↔ 의정부터미널 ↔ 축석 ↔ 송우리 ↔ 대진대학교입구 ↔ 군단앞 ↔ 포천 ↔ 신북 ↔ 만세교 ↔ 양문 ↔ 성동1리.광명휴게소 ↔ 성동2리.부대앞 ↔ 서두머리.야미2리 ↔ 야미리 ↔ 문암삼거리.탑동네 ↔ 운천 ↔ 강포리 ↔ 신철원 ↔ 문혜리 ↔ 지경리 ↔ 학사리 ↔ 와수리버스터미널

## 시내버스

### 일반좌석버스
- ● 138번: 경복대학교입구 ↔ 윤중.신포천아파트 ↔ 신북 ↔ 포천시청 ↔ 대진대학교입구 ↔ 송우리 ↔ 의정부성모병원 ↔ 의정부역, 흥선지하차도
- ● 138-5번: 도평리 ↔ 이동 ↔ 노곡리 ↔ 일동 ↔ 길명리 ↔ 만세교 ↔ 신북 ↔ 포천시청 ↔ 대진대학교입구 ↔ 송우리 ↔ 의정부성모병원 ↔ 의정부역, 흥선지하차도
- ● 138-7번: 도평리 ↔ 이동 ↔ 연곡리 ↔ 일동 ↔ 만세교 ↔ 신북 ↔ 포천보건소 ↔ 포천시청 ↔ 대진대학교입구 ↔ 송우리 ↔ 의정부성모병원 ↔ 의정부역, 흥선지하차도

### 도시형버스
- ● 72번: 경복대학교입구 ↔ 신북초등학교 ↔ 신북 ↔ 포천시청 ↔ 대진대학교입구 ↔ 송우리 ↔ 의정부성모병원 ↔ 경기도청북부청사 ↔ 의정부역, 흥선지하차도 ↔ 도봉산역 ↔ 수유역
- ● 10-2번: 선단4통 - 대진대학교 - 어룡2통 - 포천고등학교 - 포천시청 - 골든아파트 - 가채리 - 신북터미널 - 신포천아파트 - 신평리 - 금주리 - 양문터미널 - 성동리 - 야미리 - 영북면사무소 - 운천리 - 산정리 - 하동주차장 - 산정호수
- ● 53번: 포천시청 ↔ 신북 ↔ 만세교 ↔ 양문 ↔ 운천 ↔ 대회산리 ↔ 삼율리
- ● 55-2번: 포천시청 ↔ 신북 ↔ 만세교 ↔ 금주2리
- ● 60-1번: 포천고등학교 ↔ 포천시청 ↔ 신북 ↔ 만세교 ↔ 양문 ↔ 영평 ↔ 관인
- ● 60-2번: 포천고등학교 ↔ 포천시청 ↔ 신북 ↔ 만세교 ↔ 양문 ↔ 영평 ↔ 관인 ↔ 냉정리
- ● 66-1번: 일동 ↔ 화현 우시동 ↔ 명덕리 ↔ 만세교 ↔ 신북 ↔ 포천시청 ↔ 포천고등학교
- ● 67번: 송우리 영화마을 ↔ 대진대학교입구 ↔ 포천시청 ↔ 신북 ↔ 신평리

### 따복버스
- ● 87-1번: 포천고등학교 ↔ 포천시청 ↔ 가채리 ↔ 신북 ↔ 금동리
- ● 87-2번: 포천고등학교 ↔ 포천시청 ↔ 가채리 ↔ 신북 ↔ 금동리 ↔ 어메이징파크